# Restraining Acts
Le Restraining Acts dell'inizio del 1775 furono due atti emanati dal Parlamento della Gran Bretagna, che limitarono il commercio coloniale in risposta alla crescente e diffusa disobbedienza civile in Massachusetts e nel New England, e a simili restrizioni commerciali istituite dai rappresentanti coloniali eletti. Con il tempo, l'agitazione si sarebbe diffusa nella maggior parte delle colonie americane.
La prima legge restrittiva, (15 Geo. 3. c. 10), conosciuta in vari modi come "New England Trade And Fisheries Act", "New England Restraining Act" o "Trade Act 1775", limitava l'esportazione e l'importazione di qualsiasi merce solo alla Gran Bretagna, all'Irlanda e alle Indie Occidentali britanniche; vietava inoltre alle colonie del New England di pescare nelle acque di Terranova e della maggior parte della costa atlantica americana, senza permessi e documenti speciali, e imponeva severe sanzioni sia ai trasgressori che agli amministratori in caso di violazioni. Il commercio precedentemente legale o autorizzato tra le colonie stesse o con altre nazioni veniva proibito e fatto rispettare con un blocco navale, a partire dal 1º luglio 1775.
La seconda legge restrittiva, (15 Geo. 3. c. 18), nota anche come "Trade Act 1775", limitava similmente l'esportazione o l'importazione di qualsiasi merce solo attraverso la Gran Bretagna, l'Irlanda e le Indie Occidentali britanniche per la maggior parte delle colonie a sud del New England; fu approvata poco dopo la prima, dopo aver ricevuto la notizia nell'aprile che il boicottaggio commerciale delle colonie si era diffuso ampiamente tra le altre colonie. New York, Delaware, Carolina del Nord e Georgia sarebbero sfuggite a queste restrizioni al commercio, ma solo per pochi mesi.
Le Leggi di Restrizione furono emanate un anno dopo che le prime Leggi intollerabili erano state imposte per mostrare il potenziale di una maggiore sovranità britannica su Boston, nel Massachusetts, e minacciavano lo stesso trattamento per le altre colonie in generale. Invece di calmare la popolazione, queste leggi coercitive avevano incontrato una crescente resistenza e un crescente risentimento tra i coloni. Nello stesso periodo le colonie stabilirono comunicazioni indipendenti, e il Primo congresso continentale istituì il boicottaggio coloniale per limitare l'importazione di merci britanniche e poi l'esportazione di prodotti coloniali, causando disagi al commercio e alle entrate britanniche e carenze nelle stesse colonie. Inoltre, le colonie avevano istituito legislature alternative in contrasto a quelle esistenti sotto diretto controllo imperiale. La crescente sfida causò una corsa reciproca alle munizioni e atti di tradimento per ottenerle, indicando che all'orizzonte c'era maggiore violenza. Le notizie sull'approvazione della prima Legge di Restrizione e le relative azioni del governatore militare del Massachusetts avrebbero portato direttamente al primo scontro militare della Guerra d'indipendenza americana.
Con l'inizio dei combattimenti, ogni possibile riconciliazione divenne irrilevante, e il re emanò il suo Proclama di Ribellione in agosto. Nel dicembre del 1775 il Parlamento approvò Prohibitory Act che vietava qualsiasi commercio con tutte le colonie, e lo imponeva con un blocco più stretto e sanzioni più severe; fu una dichiarazione di guerra economica, con navi in entrata o in uscita, marinai e carichi trattati come se fossero "navi ed effetti di nemici aperti ... [da essere] così giudicati, considerati e presi, in tutte le corti." Con questo drastico cambiamento nella tattica britannica, a partire dal 1º gennaio 1776, le due Leggi di Restrizione così come il Boston Port Act furono abrogate, "considerando che le proibizioni e restrizioni imposte dai suddetti atti saranno rese inutili dalle disposizioni di questo atto".

## Proclama di ribellione
La provincia della baia del Massachusetts attraversò una grave crisi a seguito dell'approvazione dei Coercive Acts nel 1774. Quando i coloni formarono l'extra-legale Congresso provinciale del Massachusetts e iniziarono a organizzare unità di milizia indipendenti dal controllo britannico, il Parlamento reagì il 9 febbraio 1775 dichiarando che il Massachusetts era in stato di ribellione.
Una parte della risoluzione congiunta del Parlamento recitava:
((EN) The Parliamentary History of England from the Earliest Period to the Year 1803, vol. 18, London, 1813,  p. 297.)
Una delle Leggi Coercitive, il Boston Port Act, aveva bloccato il commercio di Boston; questo blocco venne ora esteso a tutto il Massachusetts.

## New England Restraining Act
Il Governo North rivolse poi la sua attenzione in generale al New England. La Legge di Restrizione del New England (titolo abbreviato: New England Trade And Fisheries Act) fu la risposta del Ministero alla decisione delle colonie americane di boicottare i beni britannici, come sancito dalla Associazione Continentale del 1774. Ricevette il consenso reale da Giorgio III il 30 marzo 1775.
La legge disponeva che il commercio del New England fosse limitato alla Gran Bretagna e alle Indie Occidentali britanniche (il commercio con altre nazioni veniva proibito a partire dal 1º luglio 1775). Inoltre, alle navi del New England veniva vietata la pesca nel Nord Atlantico (misura che soddisfaceva i canadesi britannici, ma minacciava di danneggiare gravemente l'economia del New England), a partire dal 20 luglio 1775.

## Estensione della legge
Nel mese di aprile 1775, dopo la notizia giunta a Londra che colonie al di fuori del New England si erano unite all'Associazione Continentale, venne approvata una seconda Legge di Restrizione per includere le colonie di Pennsylvania, New Jersey, Virginia, Maryland e Carolina del Sud. New York, Delaware, Carolina del Nord e Georgia non furono incluse perché il Ministero North credeva erroneamente che queste colonie si opponessero al boicottaggio coloniale.